# Cao Shuo
Cao Shuo (曹硕T, 曹硕S, Cáo ShuòP; Baoding, 8 ottobre 1991) è un triplista cinese, ha preso parte a due edizioni dei Giochi olimpici a Londra 2012, non andando oltre la fase di qualificazione, e a Rio de Janeiro 2016, arrivando quarto.

## Palmarès
| Anno | Manifestazione               | Sede           | Evento       | Risultato | Prestazione | Note                                     |
| ---- | ---------------------------- | -------------- | ------------ | --------- | ----------- | ---------------------------------------- |
| 2010 | Campionati asiatici juniores | Hanoi          | Salto triplo | Oro       | 16,84 m     |                                          |
| 2010 | Giochi asiatici              | Canton         | Salto triplo | Bronzo    | 16,84 m     |                                          |
| 2012 | Campionati asiatici indoor   | Hangzhou       | Salto triplo | Argento   | 17,01 m     | =                                        |
| 2012 | Giochi olimpici              | Londra         | Salto triplo | 20º (q)   | 16,27 m     |                                          |
| 2013 | Campionati asiatici          | Pune           | Salto triplo | Oro       | 16,77 m     |                                          |
| 2013 | Giochi dell'Asia orientale   | Tianjin        | Salto triplo | Argento   | 16,15 m     |                                          |
| 2014 | Mondiali indoor              | Sopot          | Salto triplo | 7º        | 16,55 m     | Miglior prestazione personale stagionale |
| 2014 | Giochi asiatici              | Incheon        | Salto triplo | Oro       | 17,30 m     |                                          |
| 2015 | Campionati asiatici          | Wuhan          | Salto triplo | Argento   | 16,77 m     |                                          |
| 2015 | Mondiali                     | Pechino        | Salto triplo | 15º (q)   | 16,66 m     |                                          |
| 2016 | Campionati asiatici indoor   | Doha           | Salto triplo | 6º        | 15,76 m     |                                          |
| 2016 | Giochi olimpici              | Rio de Janeiro | Salto triplo | 4º        | 17,13 m     |                                          |
| 2018 | Giochi asiatici              | Giacarta       | Salto triplo | Bronzo    | 16,56 m     |                                          |

## Altre competizioni internazionali
2014
- 4º in Coppa continentale ( Marrakech), salto triplo - 16,83 m